# Quincunce

Los cinco puntos de un dado forman un quincunce o quincunx.

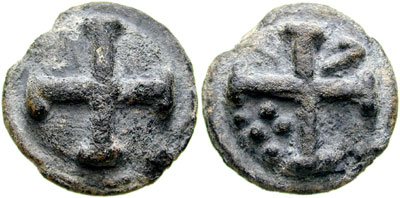
Un quincunx, una moneda romana

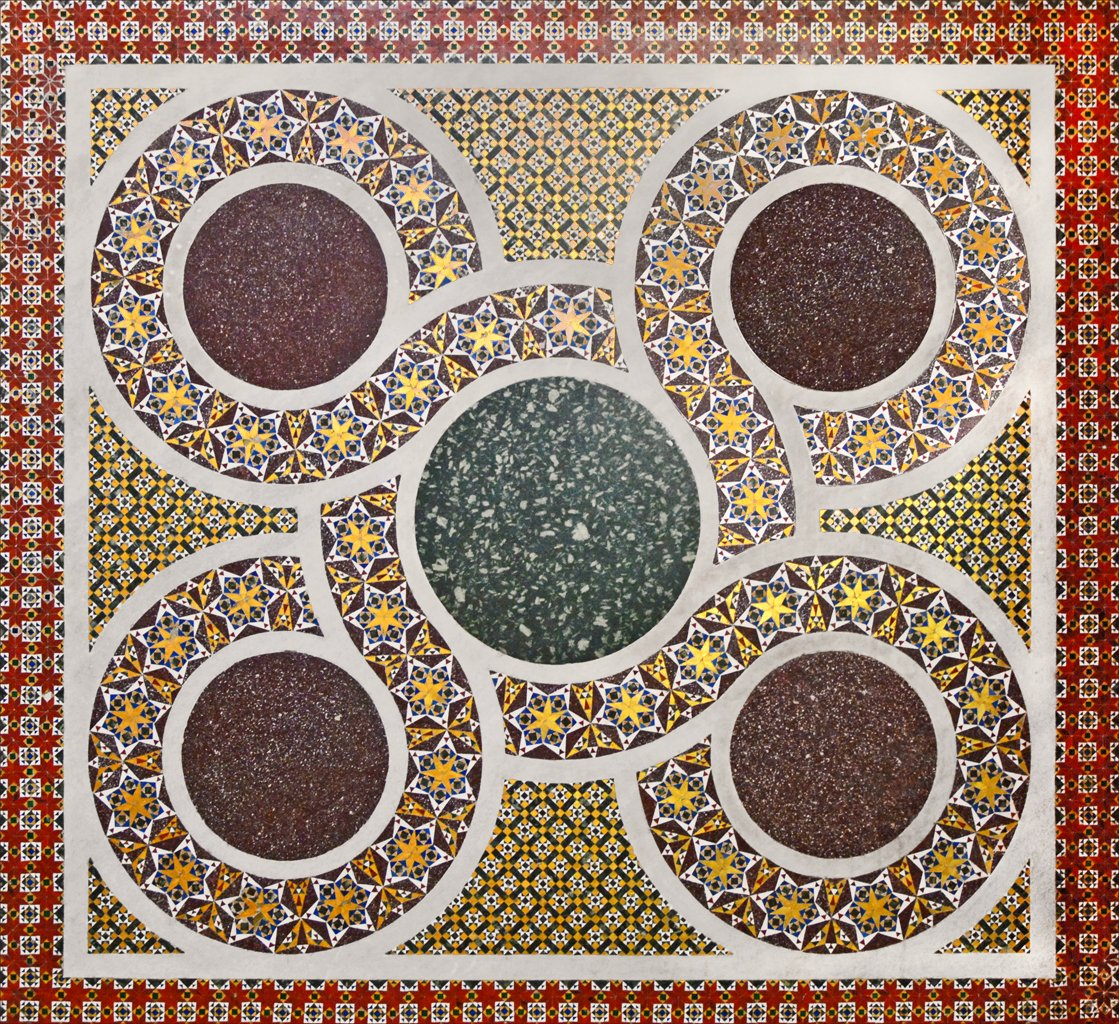
Mosaico cosmatesco del en la Capilla palatina de Palermo, Sicilia

Escudo de Portugal

La bandera de las Islas Salomón, con un quincunce de estrellas.

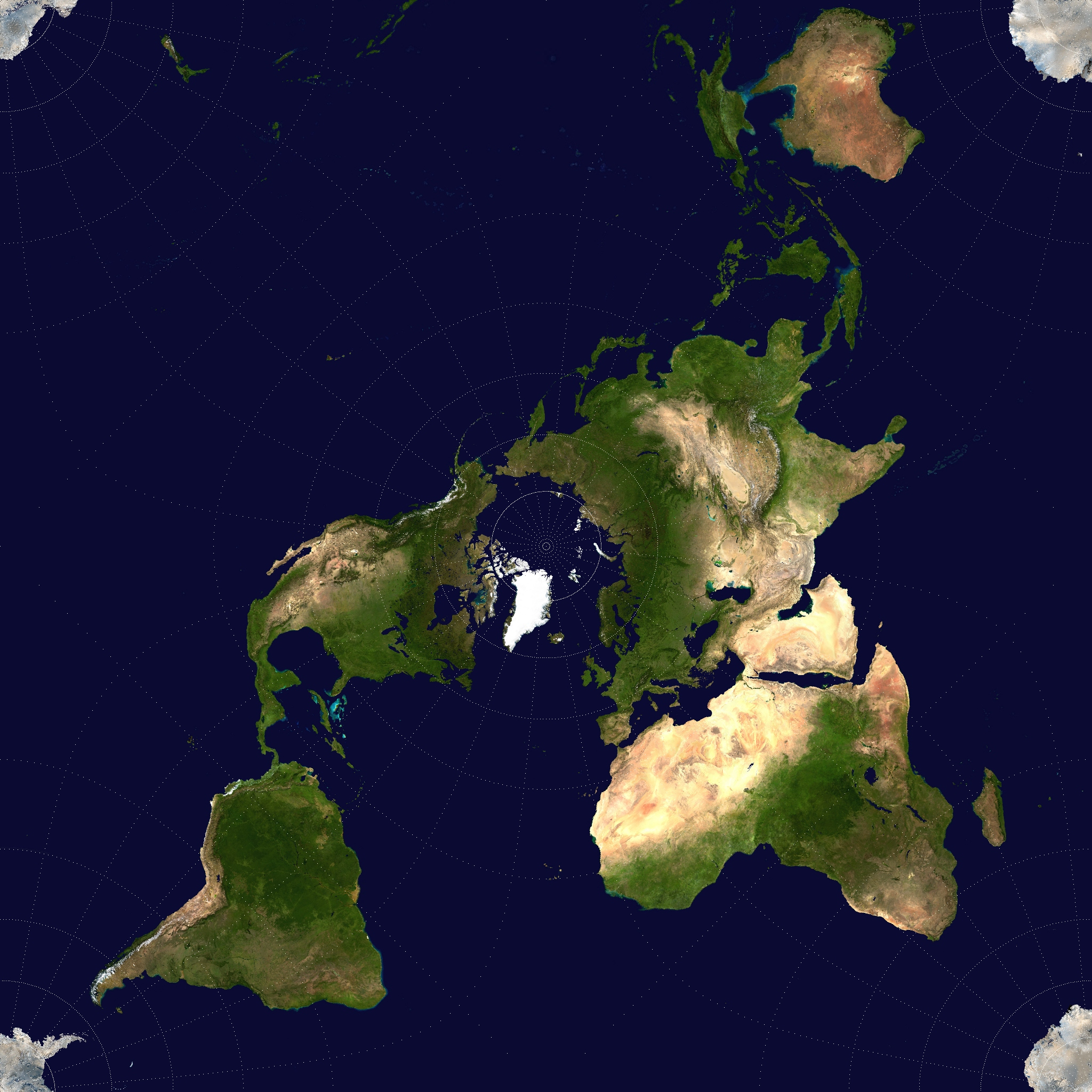
Un mapa quincuncial

Un quincunce es una disposición geométrica de cinco piezas de modo que cuatro se sitúan en las esquinas de un cuadrado y la restante en el cruce de sus diagonales. La palabra deriva del latín Quincunx: los romanos, cuyo sistema aritmético era en parte duodecimal, utilizaban quincunx para referirse una partición de cinco doceavos.

## Usos
- El quincunce es un patrón comúnmente utilizado a la hora de plantar huertas.[4]
- En los dados y en las fichas de dominó, el número cinco se representa con cinco puntos en forma de quincunce.
- En arquitectura, una planta en quincunce es una planta cuadrada con una torre central y cuatro torres menores en cada una de las cuatro esquinas, unidas por corredores.[5] Entre los ejemplos más famosos se encuentran los templos de Angkor (Camboya), construidos entre los siglos IX y XII.
- En heráldica, es común que las agrupaciones de cinco elementos se organicen en forma de quincunce: por ejemplo, en la bandera de las Islas Salomón.
- En informática se utiliza el quincunce para trabajar con algunos problemas gráficos como el aliasing.[6]

## Otros
- En literatura, existe una conocida novela de misterio, escrita por Charles Pallisier, al respecto de esta formación geométrica.[7]
- El Jardín de Ciro, de Sir Thomas Browne, trata sobre el estudio del quincunce.